# 云溪水库
云溪水库是中国湖北省咸宁市通城县境内的一座水库，位于陆水上游菖蒲港支流上，建于1971年。水库正常库容为3477万立方米，集雨面积为48.3平方千米，海拔为197米。